# Olympische Sommerspiele 1984/Teilnehmer (Dänemark)
| Gelbes Symbol für Goldmedaillen mit stilisierten Olympischen Ringen | Graues Symbol für Silbermedaillen mit stilisierten Olympischen Ringen | Braundes Symbol für Bronzemedaillen mit stilisierten Olympischen Ringen |
| ------------------------------------------------------------------- | --------------------------------------------------------------------- | ----------------------------------------------------------------------- |
| —                                                                   | 3                                                                     | 3                                                                       |

Dänemark nahm an den Olympischen Sommerspielen 1984 in Los Angeles mit einer Delegation von 60 Athleten, 49 Männer und elf Frauen, an 33 Wettbewerben in elf Sportarten teil. Fahnenträger bei der Eröffnungsfeier war der Radfahrer Michael Marcussen.

## Medaillengewinner

### Silber
| Name                   | Sportart | Wettkampf                         |
| ---------------------- | -------- | --------------------------------- |
| Henning Lynge Jakobsen | Kanu     | Männer, Canadier-Einer, 500 Meter |
| Anne Grethe Jensen     | Reiten   | Dressur, Einzel                   |
| Ole Riber Rasmussen    | Schießen | Offene Klasse, Skeet              |

### Bronze
| Name                                                                                     | Sportart | Wettkampf                           |
| ---------------------------------------------------------------------------------------- | -------- | ----------------------------------- |
| Henning Lynge Jakobsen                                                                   | Kanu     | Männer, Canadier-Einer, 1000 Meter  |
| Erik Christiansen, Michael Jessen, Lars Nielsen & Per Rasmussen                          | Rudern   | Männer, Vierer ohne Steuermann      |
| Hanne Eriksen, Birgitte Hanel, Inger Køfød, Bodil Steen Rasmussen & Jette Hejli Sørensen | Rudern   | Frauen, Doppelvierer mit Steuerfrau |

## Teilnehmer nach Sportarten

### Gewichtheben
- Henri Høeg
Männer, Mittelschwergewicht: 7. Platz

### Handball
- Mänenrturmier
4. Platz

- Kader
Morten Stig Christensen
Anders Dahl-Nielsen
Peter Michael Fenger
Jørgen Gluver
Hans Henrik Hattesen
Carsten Haurum
Klaus Sletting Jensen
Mogens Jeppesen
Keld Nielsen
Erik Veje Rasmussen
Jens Erik Roepstorff
Per Skaarup
Michael Strøm
Poul Sørensen

### Judo
- Carsten Jensen
Männer, Halbschwergewicht: 13. Platz

### Kanu
- Henning Lynge Jakobsen
Männer, Canadier-Einer, 500 Meter: Silber 
Männer, Canadier-Einer, 1000 Meter: Bronze

### Leichtathletik
- Henrik Jørgensen
Männer, Marathon: 19. Platz

- Dorthe Rasmussen
Frauen, Marathon: 13. Platz

- Allan Zachariasen
Männer, Marathon: 25. Platz

### Radsport
- Ole Byriel
Männer, Straßenrennen: DNF

- John Carlsen
Männer, 100 Kilometer Mannschaftszeitfahren: 7. Platz

- Kim Eriksen
Männer, Straßenrennen: 40. Platz
Männer, 100 Kilometer Mannschaftszeitfahren: 7. Platz

- Dan Frost
Männer, 4000 Meter Mannschaftsverfolgung: 5. Platz

- Lars Jensen
Männer, 100 Kilometer Mannschaftszeitfahren: 7. Platz

- Henning Larsen
Männer, 4000 Meter Einerverfolgung: 18. Platz in der Qualifikation

- Søren Lilholt
Männer, Straßenrennen: DNF
Männer, 100 Kilometer Mannschaftszeitfahren: 7. Platz

- Michael Marcussen
Männer, 4000 Meter Mannschaftsverfolgung: 5. Platz
Männer, Punktefahren: 9. Platz

- Jørgen Pedersen
Männer, 4000 Meter Einerverfolgung: 5. Platz
Männer, 4000 Meter Mannschaftsverfolgung: 5. Platz

- Per Pedersen
Männer, Straßenrennen: 24. Platz

- Claus Rasmussen
Männer, 1000 Meter Zeitfahren: 15. Platz

- Brian Holm Sørensen
Männer, 4000 Meter Mannschaftsverfolgung: 5. Platz
Männer, Punktefahren: 17. Platz

- Helle Sørensen
Frauen, Straßenrennen: 7. Platz

### Reiten
- Marie-Louise Castenskiold
Dressur, Einzel: 32. Platz
Dressur, Mannschaft: 5. Platz

- Anne Grethe Jensen-Törnblad
Dressur, Einzel: Silber 
Dressur, Mannschaft: 5. Platz

- Torben Ulsø Olsen
Dressur, Einzel: 20. Platz
Dressur, Mannschaft: 5. Platz

### Rudern
- Lise Justesen
Frauen, Einer: 5. Platz

- Erik Christiansen, Michael Jessen, Lars Nielsen & Per Rasmussen
Männer, Vierer ohne Steuermann: Bronze

- Hanne Eriksen, Birgitte Hanel, Lotte Koefoed, Bodil Steen Rasmussen & Jette Hejli Sørensen
Frauen, Doppelvierer mit Steuerfrau: Bronze

### Schießen
- Bo Lilja
Männer, Kleinkaliber, Dreistellungskampf: 5. Platz
Männer, Kleinkaliber, liegend: 17. Platz

- Niels Peder Pedersen
Männer, Luftgewehr: 10. Platz

- Ole Riber Rasmussen
Skeet: Silber

### Schwimmen
- Franz Mortensen
Männer, 100 Meter Freistil: 24. Platz
Männer, 200 Meter Freistil: 23. Platz
Männer, 400 Meter Freistil: 30. Platz

- Søren Østberg
Männer, 100 Meter Schmetterling: 15. Platz
Männer, 200 Meter Schmetterling: 26. Platz

- Peter Rohde
Männer, 100 Meter Freistil: 16. Platz
Männer, 200 Meter Lagen: 13. Platz

### Segeln
- Lasse Hjortnæs
Finn-Dinghy: 12. Platz

- Paul Elvstrøm & Trine Elvstrøm-Myralf
Tornado: 4. Platz

- Jacob Bojsen-Møller & Jørgen Bojsen-Møller
Flying Dutchman: 4. Platz

- Thomas Andersen, Jesper Bank & Jan Mathiasen
Soling: 12. Platz